# Ninia psephota
Ninia psephota (червоночерева кавова змія) — вид змій родини полозових (Colubridae). Мешкає в Центральній Америці.

## Поширення і екологія
Червоночереві кавові змії мешкають в горах Коста-Рики і західної Панами. Вони живуть у вологих гірських тропічних лісах і хмарних лісах, на висоті від 1200 до 2771 м над рівнем моря. Ведуть наземний, напівриючий спосіб життя. Активні вдень.